# Apsnypress
Apsnypress (abch. Аҧсныпресс, ros. Апсныпресс) – abchaska państwowa agencja prasowa. Publikuje artykuły w języku abchaskim, rosyjskim i angielskim.

## Historia
Agencja Apsnypress została powołana 31 stycznia 1995 roku dekretem prezydenta nieuznawanej republiki Abchazji Władisława Ardzinby. Do jej celów należą rozwój i umacnianie demokracji, suwerenności i niezależności Republiki Abchazji, a także ochrona informacji. Pierwszym dyrektorem został Biesłan Gurdżua, następnym był Rusłan Haszig, a od 2003 roku pracą agencji kierowała Manana Gurgulija. Przez pierwsze lata działalności zasięg agencji był ograniczony, głównie z powodu wprowadzonej przez Gruzję blokady informacyjnej.
Od końca 2001 roku, gdy w Abchazji pojawił się internet, Apsnypress rozpoczęła publikacje artykułów na stronach internetowych. Podczas kryzysu politycznego w Abchazji pod koniec 2004 roku usiłowano zamknąć agencję Apsnypress, lecz utrzymano ją ze względu na protesty mieszkańców i dziennikarza. Do końca stycznia 2010 roku agencja wydała 4782 informacji prasowych.
W październiku 2014 roku prezydent Abchazji, Raul Chadżymba, wydał dekret, w którym mianował nową dyrektorką agencji Apsnypress Renatę Czagawę, byłą redaktorkę gazety rządzącej partii Zjednoczona Abchazja. W ramach protestu niektóry pracownicy zagrozili odejściem z pracy i udali się na urlop. Czagawa była zmuszona sama napisać artykuły na oficjalną stronę internetową agencji, została jednak skrytykowana za dużą liczbę błędów w tekście.